# Levandulová panika

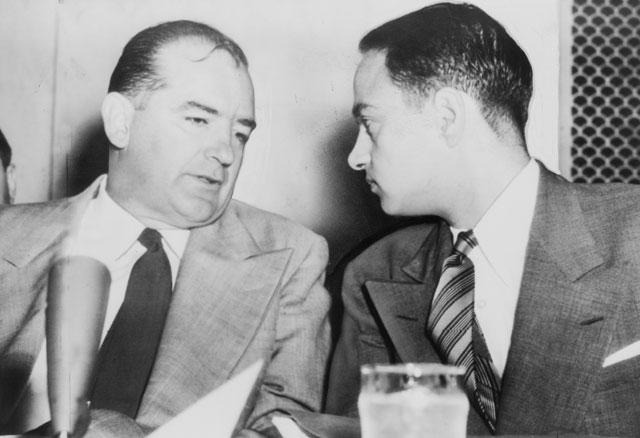
Joseph McCarthy a Roy Cohn během senátního slyšení v roce 1954.

Levandulová panika byla morální panika v polovině 20. století, která se týkala homosexuálů ve vládě Spojených států amerických a jejich hromadného propouštění ze státních služeb. Probíhala souběžně s antikomunistickou kampaní známou jako mccarthismus a druhá rudá panika a přispěla k ní. Gayové a lesby byli označováni za riziko pro národní bezpečnost a sympatizanty komunistů. To pak vedlo k požadavkům na jejich odstranění ze státních služeb. Mělo se za to, že homosexuálové jsou náchylnější k manipulaci, což údajně mohlo představovat hrozbu pro stát.
Levandulová panika – oficiální reakce federální vlády na viditelnou komunitu leseb a gayů a na vnímanou hrozbu homosexuálů – normalizovala pronásledování homosexuálů prostřednictvím institucionálního zakotvení homofobie. Bývalý americký senátor Alan K. Simpson napsal:

Většina historiků se v tomto období zaměřuje na tzv. "rudou paniku". Méně známým prvkem, který poškodil mnohem více lidí, byl hon na čarodějnice, který McCarthy a další vedli proti homosexuálům.

## Etymologie
Termín pro tuto perzekuci zpopularizovala kniha Levandulová panika (The Lavender Scare) Davida K. Johnsona z roku 2004, která se touto protihomosexuální kampaní zabývala. Název knihy byl odvozen od termínu "levanduloví chlapci", který opakovaně používal senátor Everett Dirksen jako synonymum pro homosexuální muže. V roce 1952 Dirksen prohlásil, že vítězství republikánů v listopadových volbách by znamenalo odstranění "levandulových chlapců" z ministerstva zahraničí. Frázi použil také časopis Confidential, který byl známý pomluvami o sexualitě politiků a významných hollywoodských hvězd.

## Historie
Již dlouho před vyšetřováním Kongresu v roce 1950 vyvinuly americké instituce složitý a účinný systém předpisů, taktik a pracovníků pro odhalování homosexuálů, který se stal donucovacím mechanismem během levandulové paniky. Souviselo to s obecným rozvojem byrokratického státu na konci 19. století, kdy instituce stále systematičtěji kategorizovaly lidi jako nezpůsobilé nebo způsobilé. Do kategorie nezpůsobilých pak zahrnovaly i homosexuály spolu s lidmi, kteří byli označeni za "zločinně nepříčetné" nebo "mravně zkažené", i když k tomu důsledně přistoupily až později.
V roce 1947, na počátku studené války a zvýšených obav o vnitřní bezpečnost, zahájilo ministerstvo zahraničí kampaně s cílem zbavit se komunistů a homosexuálů a vytvořilo soubor "bezpečnostních zásad", které se staly inspirací pro vytvoření dvojího testu loajality a bezpečnosti, jenž se stal vzorem pro ostatní vládní agentury a také základem pro celovládní bezpečnostní program za vlády prezidenta Dwighta D. Eisenhowera. Podle kritérií bezpečnostních zásad ministerstva zahraničí patřili mezi "neloajální" osoby komunisté, jejich spolupracovníci a osoby, které se provinily špionáží, stejně jako osoby známé "obvyklou opilostí, sexuálními úchylkami, mravní zkažeností, finanční nezodpovědností nebo záznamem v trestním rejstříku", kterým mělo být odepřeno federální zaměstnání. Zařazením "sexuální úchylky" mezi případy, které jsou považovány za nevhodné pro zaměstnání na federální úrovni, byla diskriminace homosexuálů implicitně začleněna do politiky ministerstva zahraničí a stala se součástí federálního vládního protokolu a postupu. V letech 1947 až 1950 bylo více než 1700 uchazečů o práci na federálních úřadech odmítnuto z důvodu obvinění z homosexuality.
Ještě před zavedením bezpečnostních zásad ministerstva zahraničí v roce 1947 vyvinula armáda Spojených států amerických diskriminační politiku zaměřenou proti gayům a lesbám. V roce 1940 přesvědčili psychiatři prezidenta Roosevelta a jeho poradce pro výběrovou službu o nutnosti zavést screeningové programy ke zjištění duševního zdraví potenciálních vojáků, aby se snížily náklady na psychiatrickou rehabilitaci vracejících se veteránů. Ačkoli původní plán psychiatrických vyšetření vojenských rekrutů neobsahoval přímé zmínky o homosexualitě, během jednoho roku byly přímé zmínky přidány – tento vývoj ve vojenských byrokratických procesech přispěl k rozmachu zájmu armády o homosexualitu během druhé světové války. Nové směrnice a postupy pro psychiatrické vyšetření zavedly v armádě myšlenku, že homosexuálové nejsou způsobilí sloužit v ozbrojených silách, protože jsou duševně nemocní: změna oproti tradičnímu přístupu armády k homosexualitě jako ke zločinu. Během první světové války bylo trestání homosexuálních vojáků poprvé kodifikováno v americkém vojenském právu a během druhé světové války byly vyhlášeny konečné předpisy a v roce 1943 byl homosexuálům zakázán vstup do všech složek armády. Navzdory všem předpisům byly kvůli nezbytnosti vojáků umožněny kličky ohledně přijímání/odmítání homosexuálů do války. Z 18 milionů mužů, kteří přicházeli v úvahu, bylo odmítnuto asi 4 000-5 000. Vojáci sloužící v armádě měli nařízeno hlásit homosexuální činy jiných vojáků, kteří sloužili v armádě. Podezření na homosexualitu mělo v armádě dva až pět tisíc vojáků, přičemž ženy byly propouštěny častěji než muži.
Jestliže příliv lidí do Washingtonu během New Dealu vytvořil městské a profesní prostředí, které umožnilo rozkvět gay a lesbické subkultury, pak druhá světová válka tento proces urychlila: pro mnoho leseb a gayů byla válka celonárodním coming outem. Mobilizace do druhé světové války a válečné zkušenosti daly vzniknout novému přírůstku do americké městské společnosti - komunitě leseb a gayů. Mnoha Američanům se zdálo, že tato viditelná homosexuální subkultura potvrzuje jejich podezření, že válka uvolnila puritánské morální kodexy, rozšířila sexuální mravy a rozhodně představuje reálnou hrozbu pro ideály puritánských genderových rolí, heterosexuality a nukleární rodiny. Po válce, kdy se rodiny spojovaly a kdy se Američané snažili dát své životy znovu dohromady, národní narativ důsledně propagoval a šířil idealizované verze nukleární rodiny, heterosexuality a tradičních genderových rolí v domácnosti i na pracovišti.
V únoru 1950, ve stejném roce, kdy senátor Joseph McCarthy prohlásil, že na ministerstvu zahraničí pracuje 205 komunistů, prohlásil náměstek ministra zahraničí John Peurifoy, že ministerstvo zahraničí umožnilo rezignaci 91 homosexuálům. Pouze dva z nich byly ženy. V návaznosti na to byla administrativa prezidenta Harryho Trumana obviněna, že "hrozbu" homosexuality nebrala dostatečně vážně. V červnu 1950 začal Senát vyšetřovat zaměstnávání homosexuálů ve státních službách. Výsledky byly zveřejněny až v prosinci, ale mezitím se počet ztrát pracovních míst na federální úrovni v důsledku obvinění z homosexuality značně zvýšil a vzrostl z přibližně 5 na 60 měsíčně. 19. dubna 1950 prohlásil republikánský národní předseda Guy George Gabrielson, že "sexuální zvrhlíci, kteří v posledních letech pronikli do naší vlády", jsou "možná stejně nebezpeční jako skuteční komunisté". Nebezpečí však nehrozilo jen proto, že byli homosexuálové. Homosexuálové byli považováni za náchylnější k vydírání, a proto byli označováni za bezpečnostní riziko. McCarthy najal Roye Cohna (který později zemřel na AIDS a byl obviněn z toho, že je skrytý homosexuál) jako hlavního poradce svého kongresového podvýboru. McCarthy a Cohn – s nadšenou podporou šéfa FBI J. Edgara Hoovera – byli společně zodpovědní za propuštění desítek gayů a leseb z vládních zaměstnání a mnoho oponentů donutili k mlčení pomocí pomluv o jejich homosexualitě. V roce 1953, v posledních měsících Trumanovy vlády, ministerstvo zahraničí oznámilo, že propustilo 425 zaměstnanců kvůli obvinění z homosexuality.
McCarthy často používal obvinění z homosexuality jako očerňovací taktiku v rámci svého protikomunistického tažení a často levandulovou paniku spojoval s druhou rudou panikou. Při jedné příležitosti zašel tak daleko, že novinářům prohlásil: "Chcete-li být proti McCarthymu, chlapci, musíte být buď komunista, nebo hulibrk." Přinejmenším jeden z nedávných historiků tvrdil, že McCarthy při spojování komunismu a homosexuality a psychické nevyrovnanosti používal vinu na základě asociace, pokud chyběly důkazy o komunistické činnosti. Tehdejší politická rétorika často spojovala komunisty a homosexuály a mezi veřejností panovalo podobné přesvědčení, že oba jsou "morálně slabí" nebo "psychicky narušení" a že jsou bezbožní a podkopávají tradiční rodiny.
McCarthy například na půdě Senátu hovořil o dvou osobách, "případu 14" a "případu 62", jako o komunistech, kteří byli "nebezpečným rizikem", a přímo to spojil s jejich homosexualitou. Řekl, že mu jeden z vysokých zpravodajských důstojníků řekl, že "každý aktivní komunista je duševně nebo tělesně pokřivený", a naznačil, že tito lidé jsou zranitelní pro nábor komunistů kvůli své "zvláštní duševní pokřivenosti" spočívající v homosexualitě.
Vzhledem k tomu, že image ministerstva zahraničí byla nyní poskvrněna homosexualitou, mnoho zaměstnanců mužského pohlaví se začalo obávat, že by mohli být vnímáni jako homosexuálové. Často se odmítali ukazovat v páru a při představování vydávali prohlášení potvrzující jejich heterosexualitu. Jeden nejmenovaný zaměstnanec například na večírcích často říkal: "Dobrý den, já jsem ten a ten, pracuji na ministerstvu zahraničí. Jsem ženatý a mám tři děti".

### Výkonné nařízení č. 10450
V roce 1953 podepsal prezident Dwight D. Eisenhower výkonné nařízení č. 10450, které stanovilo bezpečnostní standardy pro zaměstnávání ve federálních úřadech a zakazovalo homosexuálům pracovat ve federální vládě. Zavedená omezení byla důvodem k tomu, že stovky homosexuálů byly nuceně odhaleny a propuštěny z ministerstva zahraničí. Jedním škrtem pera prezident Eisenhower rozšířil protihomosexuální politiku a postupy federální vlády na všechna ministerstva a agentury a všechny soukromé společnosti se státní zakázkou, což ovlivnilo jistotu zaměstnání více než šesti milionů zaměstnanců a příslušníků ozbrojených sil. Toto nařízení bylo také důvodem k propuštění přibližně 5 000 homosexuálů z federálního zaměstnání, včetně soukromých dodavatelů a vojenského personálu. Oběti nejenže přišly o práci, ale byly také nuceny ke coming outu.
Tímto výkonným nařízením byl rozšířen Trumanův program. Na seznam chování, kvůli kterému by člověk nemohl zastávat pozici ve vládě, byla přidána "sexuální perverze". Bylo zavedeno mnoho nových předpisů a politik, jejichž cílem bylo odhalit a odstranit gaye, lesby a bisexuály. Nové postupy vyhledávání homosexuálů byly často využívány při pohovorech a hledání známek sexuální orientace. Prověřovala se také místa, která tito jedinci často navštěvovali, například gay bary, a dokonce se hledali viníci na základě asociace. Pokud jejich přátelé nebo rodina vykazovali známky homosexuality, mohli být také podezřelí.
V polovině padesátých let vstoupila v platnost podobná represivní a utlačovatelská politika ve státních a místních samosprávách, která rozšířila zákazy zaměstnávání leseb a gayů na dvanáct milionů pracovníků - více než dvacet procent pracovní síly ve Spojených státech -, kteří nyní museli podepsat přísahu, v níž stvrdili svou morální čistotu, aby získali nebo si udrželi práci.
V roce 1973 federální soudce rozhodl, že sexuální orientace nemůže být jediným důvodem pro propuštění z federálního zaměstnání, a v roce 1975 Komise pro státní službu Spojených států oznámila, že bude posuzovat žádosti gayů a leseb případ od případu. Výkonné nařízení č. 10450 zůstalo částečně v platnosti až do roku 1995, kdy prezident Bill Clinton nařízení zrušil a zavedl politiku "neptej se, neříkej" (don't ask, don't tell) pro přijímání homosexuálů do armády. V roce 1998 byl zrušen i text nařízení týkající se zaměstnávání a sexuální orientace, když Clinton podepsal výkonné nařízení č. 13087. A v roce 2017 bylo nařízení výslovně zrušeno, když Barack Obama podepsal výkonné nařízení č. 13764.

### Spojení komunismu s "rozvraceči"
Jak homosexuálové, tak členové Komunistické strany USA, byli považováni za podvratné živly americké společnosti, které sdílely stejné ideály antiteismu, nonkonformity a odmítání buržoazní kultury a morálky střední třídy. Byli také vnímáni jako intrikáni a manipulátoři, a hlavně v očích široké veřejnosti stavěli své vlastní cíle nad ostatní. McCarthy také spojoval homosexualitu a komunismus jako "hrozby pro 'americký způsob života'". Homosexuálové a komunisté byli vnímáni jako skryté subkultury s vlastními místy setkávání, literaturou, kulturními kodexy a vazbami loajality. Mělo se za to, že se z nich rekrutují psychicky slabí nebo narušení lidé a mnozí věřili, že obě skupiny spolupracují na podkopání vlády. David K. Johnson poznamenává, že bez idealizované tradiční americké morálky mohl každý občan podlehnout nemorálním pokušením, jako je homosexualita; a nakonec mohl být sveden komunismem. Spojení homosexuality s komunismem se ukázalo být vhodným politickým nástrojem pro rozvoj a realizaci homofobní diskriminační politiky v celé federální vládě. Bylo snadné přesvědčit Kongres diktovaný politikou zadržování komunistů, aby reagoval na vnímanou hrozbu homosexuálů, protože ti již byli považováni nejen za podvratné sociální prvky americké kultury, ale i za podvratné prvky politické. Homosexualita byla přímo spojena s bezpečnostními obavami a více státních zaměstnanců bylo propuštěno kvůli své homosexuální sexuální orientaci než kvůli tomu, že byli levicově orientovaní nebo komunisté. George Chauncey si toho všiml: "Přízrak neviditelného homosexuála, stejně jako neviditelného komunisty, strašil Ameriku za studené války" a o homosexualitě (a implicitně i o homosexuálech samotných) se neustále mluvilo nejen jako o nemoci, ale také jako o invazi, stejně jako o vnímaném nebezpečí komunismu a rozvracečů.
Senátor Kenneth Wherry se podobně snažil poukázat na souvislost mezi homosexualitou a antinacionalismem. V rozhovoru s Maxem Lernerem řekl: "Těžko můžete oddělit homosexuály od rozvracečů". Později v témže rozhovoru udělal hranici mezi vlasteneckými Američany a homosexuály: "Ale podívejte se, Lernere, oba jsme Američané, ne? Já říkám, vyžeňme tyhle chlápky [skryté homosexuály ve vládních funkcích] z vlády."
Termín "Homintern" (Hominterna) byl vytvořen ve 30. letech 20. století, pravděpodobně Cyrilem Connollym, W. H. Audenem nebo Haroldem Norsem, jako slovní hříčka, která si pohrávala s termínem "Kominterna" (Komunistická internacionála). Nejprve se používal k označení imaginární skupiny homosexuálů, kteří ovládali svět umění, a později se používal v souvislosti se smyšlenou "gay internacionálou, která se snažila ovládnout svět". V roce 1952 vyšel článek R. G. Waldecka, který tvrdil, že toto spiknutí je skutečným a důležitým důvodem pro vyloučení homosexuálů z ministerstva zahraničí, dokonce důležitějším než možnost vydírání, a tento článek byl přečten v Kongresových záznamech a citován dalšími osobami.
Ačkoli Mattachine Society, americkou organizaci pro práva homosexuálů, založil Harry Hay, bývalý člen Komunistické strany USA, tak z ní vystoupil, když její členové odsoudili jeho politiku jako hrozbu pro celou organizaci, kterou založil.

### Podvýbor pro vyšetřování
Podvýbor pro vyšetřování byl podvýborem Výboru pro výdaje ve výkonných složkách. Tento podvýbor vedený senátorem Clydem R. Hoeyem v letech 1949 až 1952 vyšetřoval "zaměstnávání homosexuálů ve federálních službách". Související zpráva, známá jako Hoeyho zpráva, uváděla, že všechny vládní zpravodajské agentury "se zcela shodují v tom, že sexuální zvrhlíci ve vládě představují bezpečnostní riziko". Vyšetřovací slyšení kongresových výborů Wherry-Hill a Hoey se konala od března do května a od července do září 1950. Republikánský senátor Kenneth Wherry a demokratický senátor Lester Hill vytvořili podvýbor, který měl provést předběžné šetření "infiltrace podvratných živlů a morálních zvrhlíků do výkonné složky vlády Spojených států". O vyšetřování Wherryho a Hilla se nedochovaly žádné záznamy kromě zpráv v tisku a dvou publikovaných zpráv. Jedna z těchto zpráv obsahovala výpověď vedoucího mravnostního oddělení Metropolitní policie Washingtonu, poručíka Roye Blicka, který vypověděl, že ve Washingtonu žije 5 000 homosexuálů a že asi 3 700 z nich jsou federální zaměstnanci. Výroky poručíka Blicka, které byly přinejlepším spekulativní, dále podnítily mediální bouři kolem sporu o homosexuály ve státní správě; předběžné vyšetřování Wherry-Hillové přesvědčilo Senát, aby zahájil rozsáhlé kongresové vyšetřování.
Doporučené vyšetřování bylo přiděleno Výboru pro výdaje ve výkonných složkách, který vedl demokratický senátor Clyde Hoey, a celý Senát jednomyslně schválil vyšetřování sexuálních zvráceností ve federálních službách; rozhořčení stoupalo do astronomických výšin a žádný demokrat se neodvážil vystoupit proti, aby neriskoval svou politickou kariéru. Podvýbor vyšetřující "zaměstnávání homosexuálů a jiných sexuálních zvrhlíků ve státní správě" vešel ve známost jako Hoeyův výbor, a zatímco Bílý dům pod vedením prezidenta Trumana se výrazně podílel na řízení jeho metodiky a postupů, hybnou silou kongresového vyšetřování homosexuálů byl jeho hlavní poradce, bývalý agent FBI Francis Flanagan. Hoeyův výbor konzultoval a vyslechl svědectví orgánů činných v trestním řízení, soudních orgánů, vojenských a vládních bezpečnostních důstojníků a lékařských odborníků. Místo toho, aby vyšetřování odhalilo důkazy o tom, že by byl některý z federálních zaměstnanců vydírán, aby prozradil státní tajemství kvůli své homosexualitě, odhalilo značné názorové rozdíly, a to i uvnitř vlády, ohledně federální politiky vyloučení homosexuálů a ohledně toho, zda se zahraniční vládní agenti někdy pokusili homosexuály vydírat.
Závěrečná zpráva Hoeyho výboru, zveřejněná v polovině prosince téhož roku, ignorovala nejasnosti ve výpovědích a autoritativně konstatovala, že "ve vládě Spojených států není místo pro osoby, které porušují zákony nebo uznávané morální normy", zejména pro ty, kteří "dělají federální službě ostudu svým nechvalným nebo skandálním chováním", a uvedla, že lesby a gayové jsou pro federální zaměstnání "nevhodní", protože představují "bezpečnostní riziko" a jsou zapojeni do nezákonných a nemorálních aktivit. Výbor doporučil, aby se politika a postupy armády používaly jako vzor; v oblasti výslovné politiky, standardizovaných postupů, jednotného prosazování, neustálé ostražitosti a koordinace s orgány činnými v trestním řízení, pokud jde o homosexuály, vytvořily ozbrojené služby precedens. Zpráva Hoeyho výboru dále konstatovala, že federální vláda v minulosti "nedokázala zaujmout realistický postoj k problému sexuálních úchylek" a že k odpovídající ochraně "veřejného zájmu" musí federální vláda "zaujmout a udržovat realistický a ostražitý postoj k problému sexuálních úchylek ve vládě".
Autoritativní závěry kongresových vyšetřování Wherry-Hillova a Hoeyho výboru přímo napomohly tomu, že se "levandulová panika" přesunula od striktně republikánské rétoriky k bipartijnímu apelu a vylučování leseb a gayů z federálního zaměstnání se rychle stalo součástí standardní vládní politiky. Hlavním cílem a úspěchem výborů bylo vytvoření a prosazení přesvědčení, že homosexuálové v armádě a federální vládě představují bezpečnostní riziko, které jako jednotlivci nebo ve spolčení s členy Komunistické strany USA ohrožuje bezpečnost národa.

### Sexualita
Když Cohn přivedl G. Davida Schinea jako hlavního poradce McCarthyho štábu, objevily se spekulace, že Schine a Cohn měli sexuální vztah. Ačkoli někteří historici dospěli k závěru, že přátelství mezi Schineem a Cohnem bylo platonické, jiní na základě svědectví přátel tvrdí, že Cohn byl gay. Během slyšení před armádou a McCarthym Cohn popřel, že by měl o Schinea jakýkoli "zvláštní zájem" nebo že by k němu byl vázán "blíže než k běžnému příteli". Joseph Welch, armádní právník při slyšeních, se zjevně zmínil o Cohnově homosexualitě. Poté, co se na McCarthyho žádost zeptal svědka, zda fotografie vložená jako důkaz "pochází od skřítka", definoval slovo "skřítek" jako "blízký příbuzný víly". Ačkoli "pixie", v překladu "skřítek", bylo v té době označení pro model fotoaparátu, přirovnání k "víle", hanlivému označení pro homosexuálního muže, mělo jasný význam. Lidé na slyšení tuto urážku poznali a považovali ji za zábavnou; Cohn později označil poznámku za "zlomyslnou", "zlou" a "neslušnou".
Spekulace o Cohnově sexualitě zesílily po jeho smrti na AIDS v roce 1986. Jeffrey Toobin v roce 2008 v článku zveřejněném v časopise The New Yorker cituje Rogera Stonea: "Roy nebyl gay. Byl to muž, který měl rád sex s muži. Gayové byli slabí, zženštilí. Zdálo se, že má kolem sebe vždycky mladé blonďaté chlapce. Prostě se o tom nemluvilo. Zajímala ho moc a přístup." Stone s Cohnem spolupracoval od Reaganovy kampaně během primárek Republikánské strany v roce 1976.

### Současné názory na homosexualitu
Než McCarthy zahájil kampaň proti homosexuálům, byla ve Washingtonu poměrně početná a aktivní komunita homosexuálů, ale s postupem času a s atmosférou studené války se šířily i negativní názory na homosexuály. Protože společenské postoje k homosexualitě byly převážně negativní a psychiatrická komunita považovala homosexualitu za duševní poruchu, byli gayové a lesby považováni za náchylné k vydírání, a představovali tak bezpečnostní riziko. Američtí vládní úředníci předpokládali, že komunisté budou homosexuální zaměstnance federální vlády vydírat, aby jim raději poskytli tajné informace, než aby riskovali odhalení. Crittendenova zpráva vyšetřovací komise námořnictva Spojených států amerických z roku 1957 dospěla k závěru, že "neexistuje žádný rozumný základ pro přesvědčení, že homosexuálové představují bezpečnostní riziko", a kritizovala předchozí Hoeyovu zprávu: "Žádná zpravodajská agentura, pokud lze zjistit, nepředložila tomuto výboru žádné faktické údaje, kterými by tyto názory podpořila", a uvedla, že "představa, že homosexuálové nutně představují bezpečnostní riziko, není podložena odpovídajícími faktickými údaji". Crittendenova zpráva zůstala tajná až do roku 1976. Představitelé námořnictva tvrdili, že nemají žádné záznamy o studiích homosexuality, ale právníci se o její existenci dozvěděli a získali ji na základě žádosti podle zákona o svobodném přístupu k informacím. V září 1981 námořnictvo tvrdilo, že stále není schopno vyhovět žádosti o podklady ke Zprávě.
Podle Johna Lougheryho, autora studie o homosexuální identitě ve 20. století, "jen málo událostí naznačuje, jak psychicky rozvrácenou se Amerika v 50. letech stávala ... než domnělé prolínání komunistické a homosexuální hrozby".
Výzkum Evelyn Hookerové, prezentovaný v roce 1956 a jako první provedený bez znečištěného vzorku (homosexuální muži, kteří se léčili s duševní poruchou), vyvrátil iluzorní korelaci mezi homosexualitou a duševní poruchou, kterou stanovily předchozí výzkumy, prováděné se znečištěným vzorkem. Hookerová předložila týmu tří odborných hodnotitelů 60 neoznačených psychologických profilů ze svého ročního výzkumu. Interpretaci svých výsledků se rozhodla přenechat jiným, aby se vyhnula případné zaujatosti. Hodnotitelé dospěli k závěru, že z hlediska přizpůsobení nebyly mezi členy jednotlivých skupin žádné rozdíly. Její prokázání, že se nejedná o nemoc, vedlo k tomu, že homosexualita byla nakonec vyřazena z Diagnostického a statistického manuálu duševních poruch Americké psychiatrické asociace.

### Zkušenosti mužů a žen
Johnson tvrdí, že lesby byly méně ohroženy pronásledováním než gayové, protože "lesby měly tradičně menší přístup na veřejná prostranství než muži, a proto byly méně náchylné k zatčení a stíhání za svou homosexualitu". Madeleine Tressová, která pracovala na ministerstvu obchodu, však byla v dubnu 1958 podrobena výslechu ohledně své sexuality. Po intenzivním výslechu a přiznání homosexuálních aktivit v mládí byla Tressová nucena ze svého zaměstnání odejít.
Gayové a lesby byli nuceni vstoupit do undergroundu kvůli vyšetřování, které vláda vedla proti všem, kdo byli podezřelí z homosexuality. " Gayové a lesby si navzájem sloužili jako diskrétní reference při ověřování bezpečnostních prověrek. "Neznámý počet gayů a leseb, kteří byli připraveni o živobytí, čelili ostudě a nezaměstnanosti, si vzal život." To poukazuje na dopad tohoto pronásledování na duševní zdraví jednotlivců.

## Odpor
Jeden z prvních a nejvlivnějších členů hnutí za práva homosexuálů Frank Kameny se v roce 1957 ocitl kvůli své sexuální orientaci v nezaměstnanosti. Pracoval jako astronom pro Mapovou službu Armády USA, ale v důsledku levandulové paniky byl propuštěn a už nikdy nemohl najít jinou práci ve federální vládě Spojených států. To vedlo Kamenyho k tomu, že zasvětil svůj život hnutí za práva homosexuálů. V roce 1965, čtyři roky před Stonewallskými nepokoji, Kameny demonstroval před Bílým domem kvůli právům homosexuálů.
Podle Lillian Fadermanové vytvořila LGBT komunita v této době vlastní subkulturu, která představovala "nejen volbu sexuální, ale i sociální orientace". Mattachine Society a Daughters of Bilitis, které tvořily homofilní hnutí v USA, byly v mnoha ohledech definovány mccarthismem a levandulovou panikou. Jednalo se o undergroundové organizace, které udržovaly anonymitu svých členů.
Změny v populární kultuře vedly také k nárůstu odporu proti homofobní povaze společnosti. Beletrie autorů jako John Horne Burns, Truman Capote, Charles Jackson, Carson McCullersová, Thomas Hal Phillips, Jo Sinclair, Tereska Torres a Gore Vidal vedla čtenáře ke zpochybňování kolektivního nepřátelství národa vůči homosexualitě. Homoerotika se stala hlavním proudem s vydáváním fotografických časopisů o postavách. V roce 1949 vyšel v časopise Cosmopolitan článek s názvem "The Unmentionable Minority" (Nezmínitelná menšina), který pojednával o boji, jemuž čelí homosexuálové.
V září 1955 založila skupina osmi leseb v San Francisku skupinu s názvem Daughters of Bilitis (DOB). Původně byla založena jako způsob, "jak se setkávat a komunikovat s ostatními lesbami v bezpečném prostředí". Později usilovaly o změnu zákonů kriminalizujících homosexualitu.

## Odkaz
Hlavní část mccarthismu skončila v polovině 50. let, kdy rozsudek Nejvyššího soudu USA ve věci Cole v. Young z roku 1956 výrazně oslabil možnost propouštět lidi z federální vlády z diskriminačních důvodů. Hnutí, které se z něj zrodilo – levandulová panika – však žilo dál. Jedním z takových způsobů bylo, že výkonné nařízení č. 10450, které bylo zrušeno až v roce 1995, nadále zakazovalo homosexuálům vstup do armády. Další formou levandulové paniky, která přetrvávala, byl Floridský legislativní vyšetřovací výbor, označovaný také jako FLIC a Johnsův výbor. FLIC byl založen v roce 1956 a byl rozpuštěn až v roce 1964. Účelem výboru bylo působit na Floridě a pokračovat v práci levandulové paniky tím, že vyšetřoval a propouštěl učitele veřejných škol, kteří byli homosexuálové. Během své činnosti byl FLIC zodpovědný za více než 200 propuštění údajných homosexuálních učitelů. FLIC byl rozpuštěn po vydání Purpurového pamfletu (Purple Pamphlet) kvůli pobouření veřejnosti z důvodu jeho explicitní a pornografické povahy.
V lednu 2017 se ministerstvo zahraničí na návrh senátora Bena Cardina oficiálně omluvilo. Cardin také poznamenal, že vyšetřování homosexuality federálních zaměstnanců ministerstvem zahraničí pokračovalo ještě v 90. letech 20. století.

## Dokument
Dokumentární film The Lavender Scare, který režíroval Josh Howard a namluvila Glenn Close, popisuje události z období levandulové paniky. Na projektu se podílí i David K. Johnson, neboť film vznikl na základě jeho knihy. Na pomoc s financováním Josh Howard vytvořil kampaň na Kickstarteru, která splnil svůj cíl v příspěvcích. Film byl dokončen, promítal se na více než 70 filmových festivalech po celém světě a v roce 2019 měl premiéru v kinech v New Yorku a Los Angeles. Televize PBS film odvysílala 18. června 2019.